# Cattedrale di Salta
La cattedrale di Nostro Signore e della Vergine del Miracolo è la chiesa madre dell'arcidiocesi di Salta. Sorge nel centro della città ed è stata dichiarata, il 14 giugno 1941, monumento nazionale.

## Storia
L'idea di costruire una nuova cattedrale venne nel 1856, dopo il terremoto che distrusse il vecchio edificio. I lavori partirono nel 1858 col patrocinio di monsignor José Eusebio Colombres e su disegno di Felipe Bertrés. I lavori terminarono nel 1882, e vi parteciparono anche Soldati e Padre Luis Giorgi.

## Struttura
L'edificio costituisce un tutt'uno col palazzo arcivescovile. Lo stile ha influenze barocche e neo-barocche della fine del XIX secolo.
È a pianta rettangolare ed è composto da tre navate, un coro e un'abside semicircolare. L'altare maggiore è stato disegnato dal gesuita Luis Giorgi.
La cupola è coronata da una lanterna, e di fatto, la luce internamente arriva dalle finestre delle navate laterali.

## Galleria d'immagini

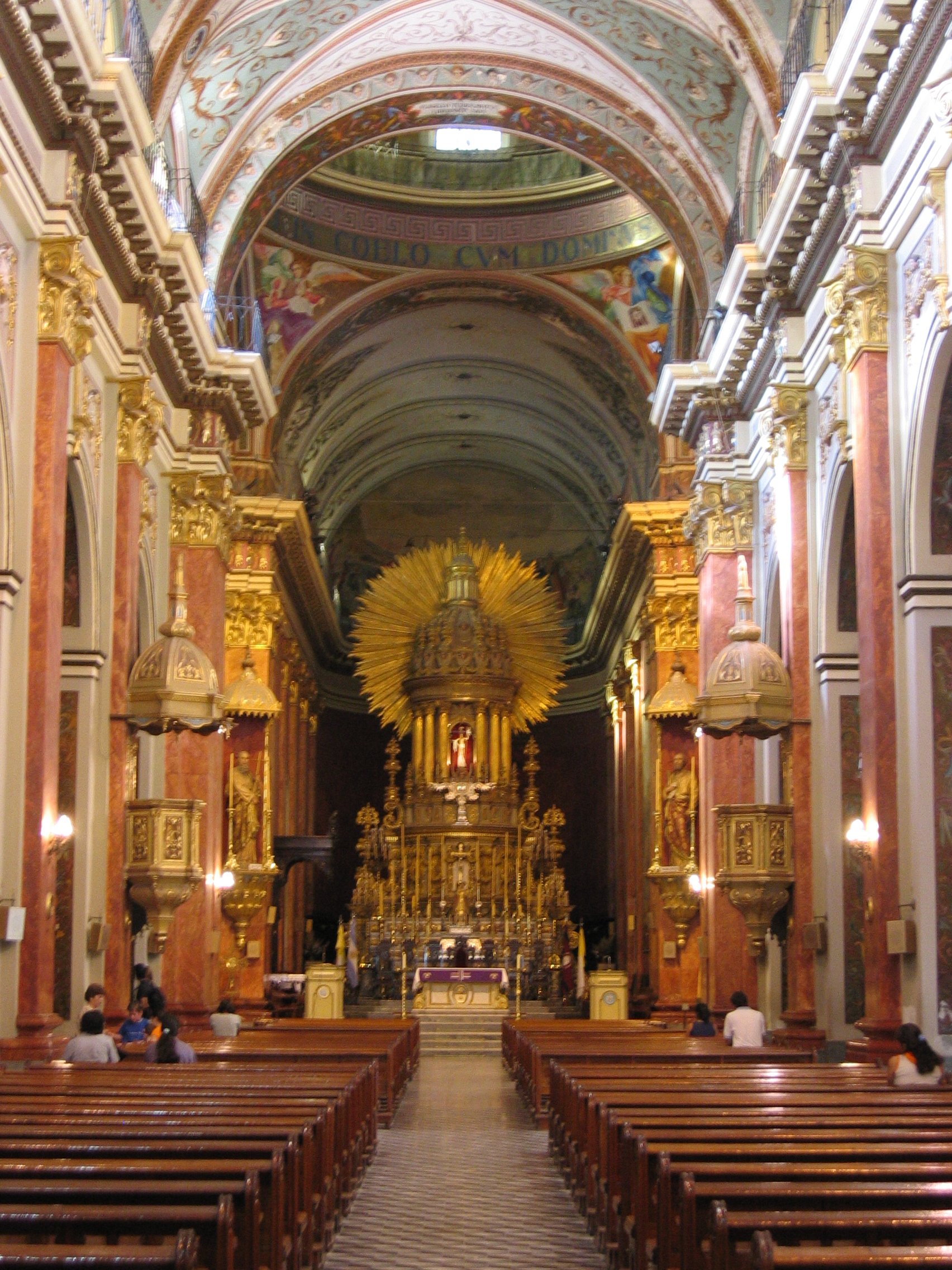
Interno della cattedrale
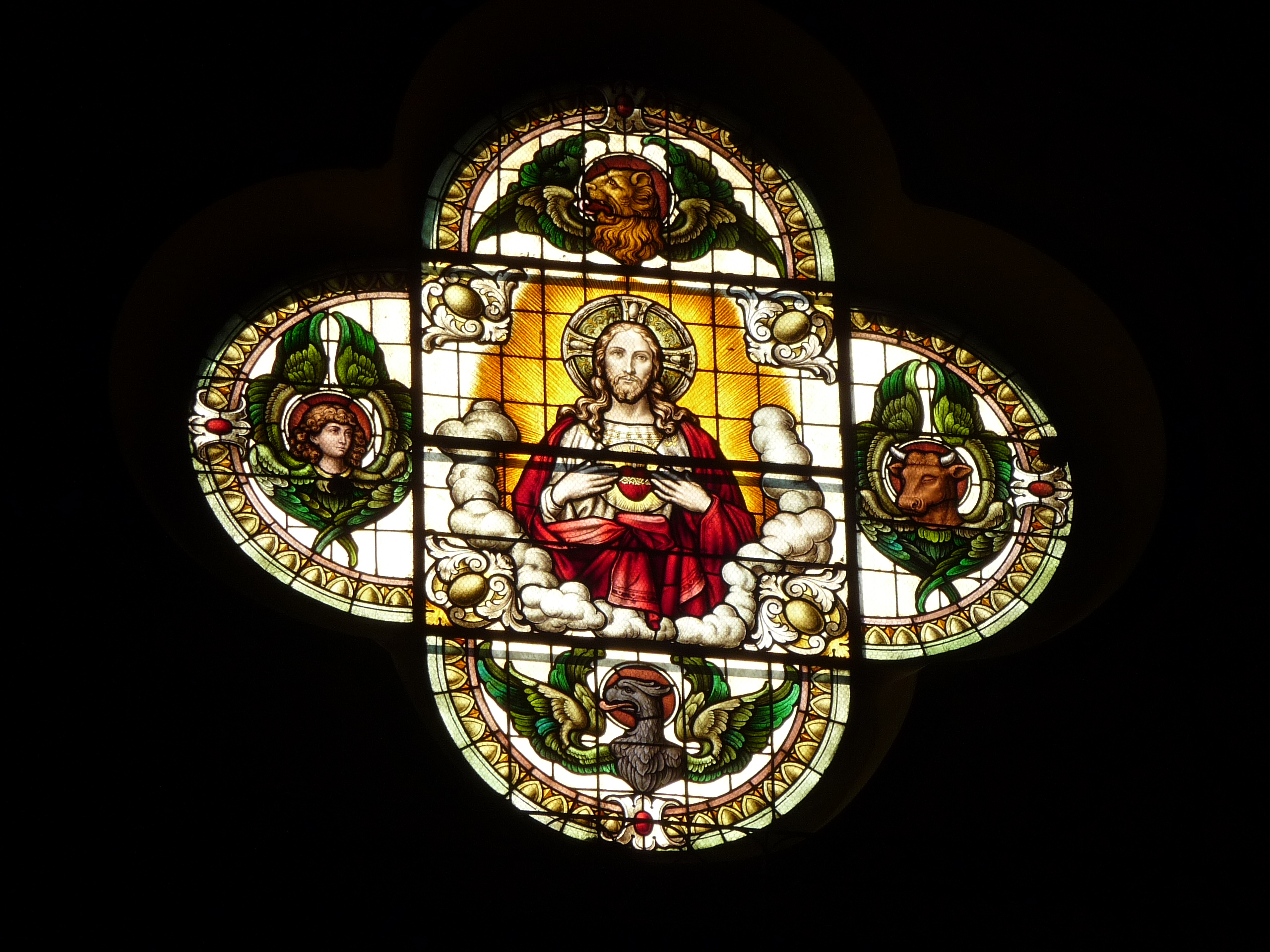
Interno, una della vetrate
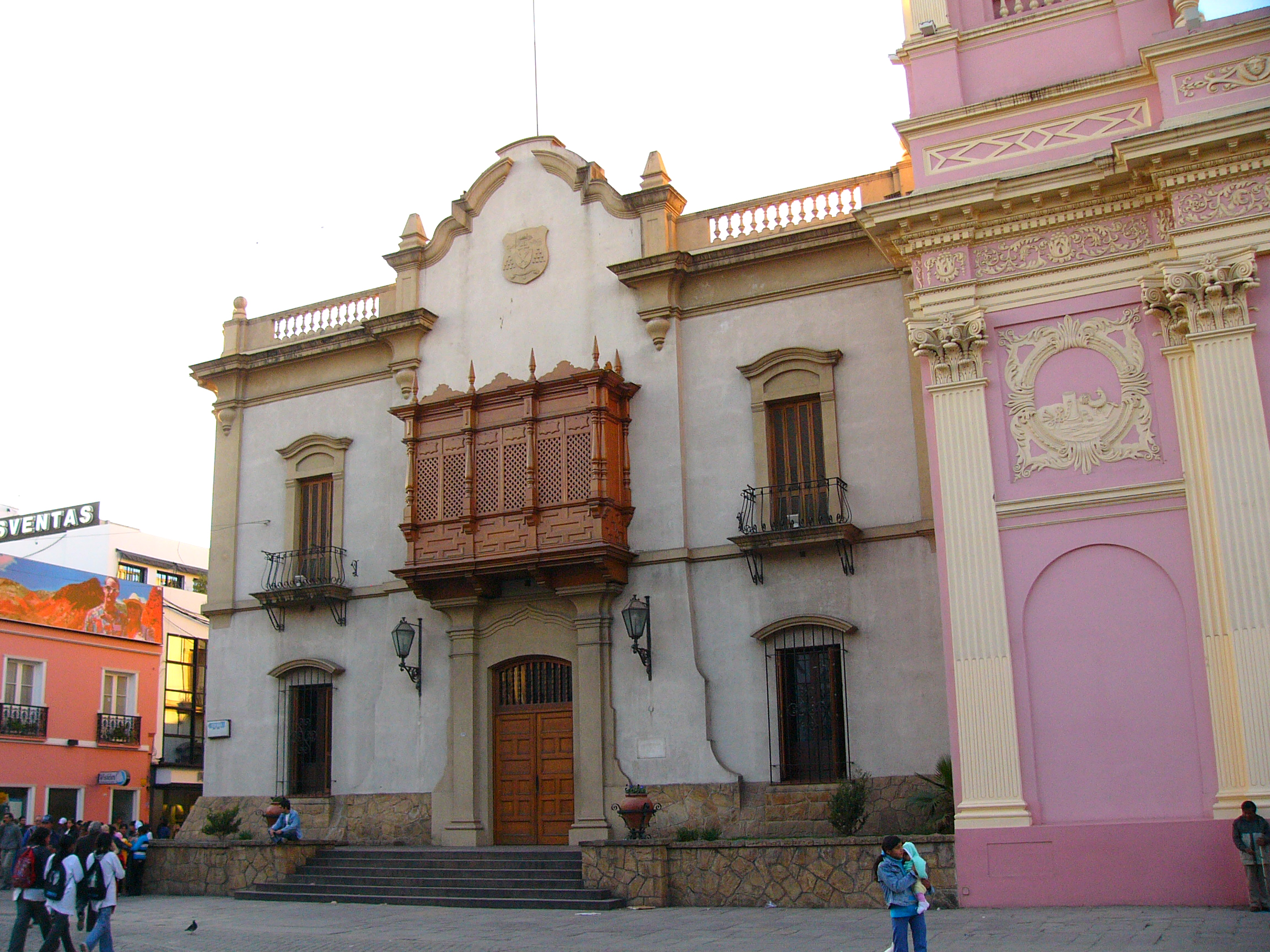
Arcivescovado, di fianco alla cattedrale
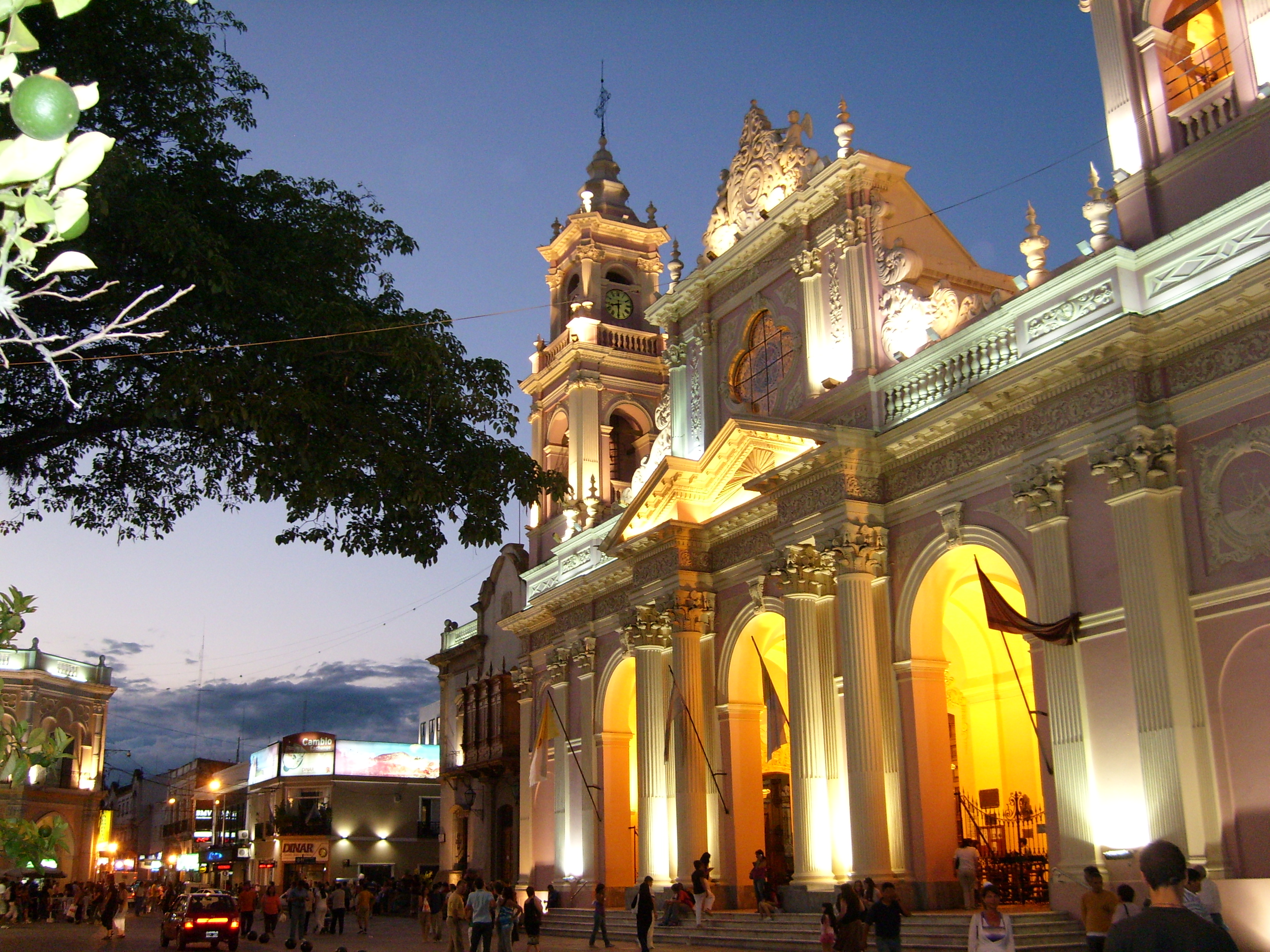
Vista notturna
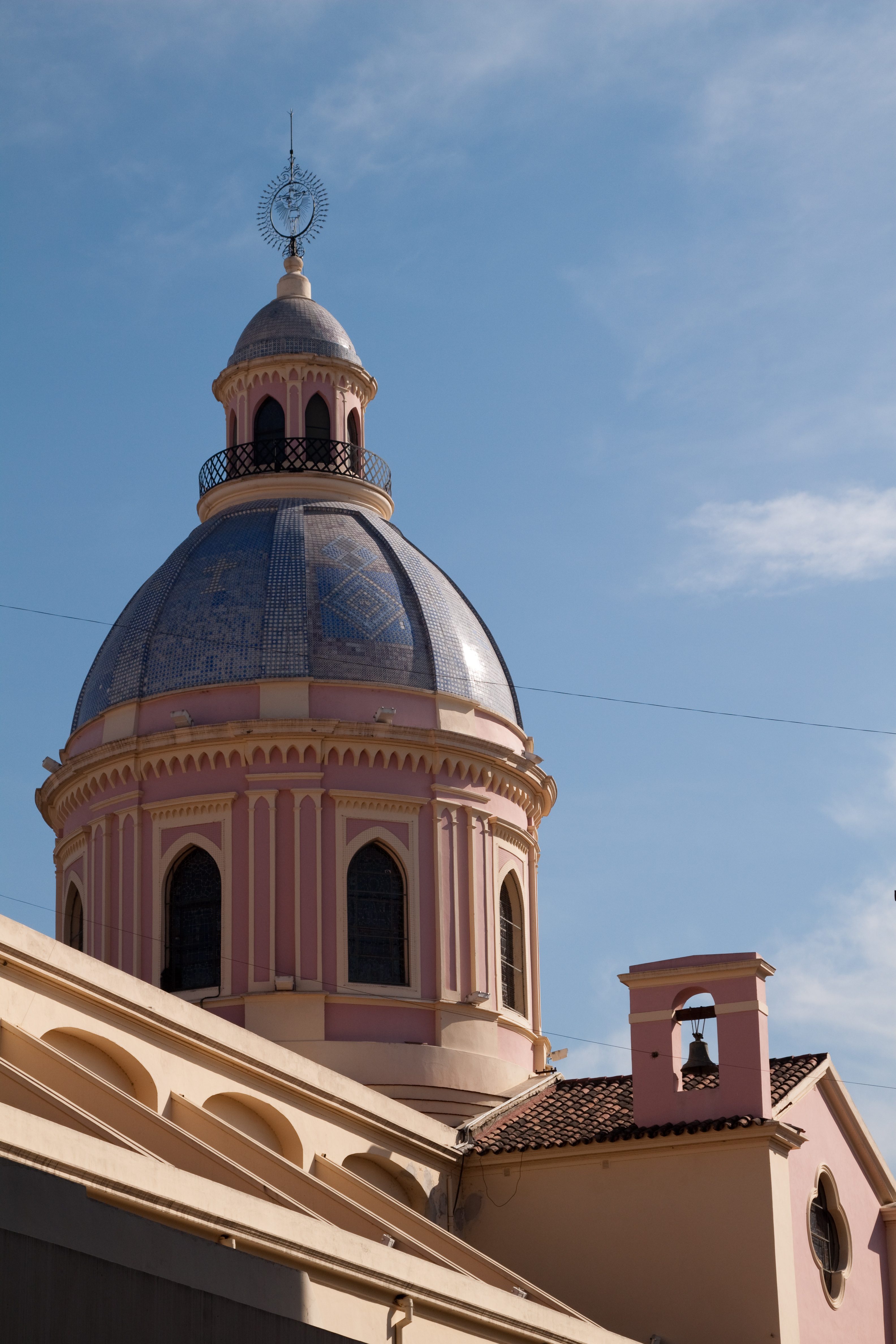
Cupola centrale